# Tre blinda musketörer
Tre blinda musketörer (även Musfällan) (engelska: Three Blind Mouseketeers) är en amerikansk animerad kortfilm från 1936. Filmen ingår i Silly Symphonies-serien.

## Handling
Filmen handlar om tre blinda möss som är musketörer. Kapten Katt har satt ut ett flertal fällor för mössen i sitt matförråd. Medan han lägger sig för att sova kommer mössen letande efter mat och de undviker mirakulöst alla fällor. Plötsligt vaknar kapten Katt och börjar jaga dem utan framgång och det blir han själv som fastnar i sina egna fällor.

## Om filmen
Filmen hade svensk premiär den 2 augusti 1937 och visades på biografen Spegeln.
Filmen har givits ut på DVD och finns dubbad till svenska.

## Rollista
- Billy Bletcher – kapten Katt
- Pinto Colvig – lång mus[7]